# 劉氏光鱗魚
劉氏光鱗魚（学名：Lestrolepis luetkeni）為輻鰭魚綱仙女魚目帆蜥魚亞目魣蜥魚科的一種，分布於印度洋及太平洋海域，為深海魚類，體長可達20公分，棲息在底層水域，生活習性不明。